# Хуан Аранго
Хуа́н Ара́нго (ісп. Juan Arango; нар. 17 травня 1980, Маракай) — венесуельський футболіст, півзахисник збірної Венесуели та німецького клубу «Боруссія» (Менхенгладбах).

## Клубна кар'єра
Народився 16 травня 1980 року в місті Маракай. Вихованець юнацьких команд футбольних клубів «Нуева Кадіс» та «Суліанос».
У дорослому футболі дебютував 2000 року виступами за команду клубу «Каракас», в якій провів один рік, взявши участь у 19 матчах чемпіонату.
Згодом з 2000 по 2004 рік грав у Мексиці у складі команд клубів «Монтеррей», «Пачука» та «Пуебла».
Своєю грою за останню команду привернув увагу представників тренерського штабу іспанського клубу «Мальорка», до складу якого приєднався 2004 року. Відіграв за клуб з Балеарських островів наступні п'ять сезонів своєї ігрової кар'єри. Більшість часу, проведеного у складі «Мальорки», був основним гравцем команди.
До складу клубу «Боруссія» (Менхенгладбах) приєднався 2009 року. Наразі встиг відіграти за менхенгладбаський клуб 99 матчів в національному чемпіонаті.

## Виступи за збірну
З 1999 року викликався до лав національної збірної Венесуели, 2000 року дебютував в офіційних матчах за збірну. Провів у формі головної команди країни 129 матчів, забивши 22 голи.
У складі збірної був учасником п'яти розіграшів Кубку Америки: 1999 року в Парагваї, 2001 року в Колумбії, 2004 року в Перу, 2007 року у Венесуелі та 2011 року в Аргентині.